# (200171) 1999 FO61
(200171) 1999 FO61 es un asteroide perteneciente al cinturón de asteroides, descubierto el 22 de marzo de 1999 por el equipo del Lowell Observatory Near-Earth-Object Search desde la Estación Anderson Mesa (condado de Coconino, cerca de Flagstaff, Arizona, Estados Unidos).

## Designación y nombre
Designado provisionalmente como 1999 FO61.

## Características orbitales
1999 FO61 está situado a una distancia media del Sol de 2,348 ua, pudiendo alejarse hasta 2,575 ua y acercarse hasta 2,121 ua. Su excentricidad es 0,096 y la inclinación orbital 3,368 grados. Emplea 1314,41 días en completar una órbita alrededor del Sol.

## Características físicas
La magnitud absoluta de 1999 FO61 es 16,5.